# Aphrodita
Aphrodita (лат.) — род морских многощетинковых кольчатых червей из семейства Aphroditidae, обитающих в Средиземном море и Атлантическом океане. Родовое название образовано от имени древнегреческой богини любви Афродиты.

## Описание
Длина тела взрослых особей от 7,5 до 15 сантиметров, некоторые вырастают до 30 сантиметров. Тело покрыто плотным слоем параподий и щетинок (волосоподобных структур). У них нет глаз, оно прощупывает себе путь двумя парами придатков, расположенных близко ко рту. Несколько небольших, щетинистых, похожих на весла придатков обеспечивают передвижение. Гермафродиты, имеющие функциональные репродуктивные органы обоих полов, при этом яйцеклетки одной особи оплодотворяются спермой другой.

## Структурная окраска
Шипы, или щетинки на спине Aphrodita являются уникальной особенностью. Обычно они имеют глубокий красный блеск. Но когда свет падает на них перпендикулярно, они вспыхивают зеленым и синим — «замечательный пример фотонной инженерии живым организмом». Эта структурная окраска является защитным механизмом, дающим предупреждающий сигнал потенциальным хищникам. Эффект создается множеством шестиугольных цилиндров внутри шипов, которые, как говорят, работают гораздо эффективнее, чем искусственные оптические волокна.

## Питание
Как правило, являются падальщиками. Однако Aphrodita aculeata активные хищники, питающиеся в основном мелкими крабами, раками-отшельниками и другими многощетинковыми червями, такими как Pectinaria.

## Виды
На июль 2024 года в род включают следующие виды:
1. Aphrodita abyssalis Kirkegaard, 1995
2. Aphrodita aculeata Linnaeus, 1758
3. Aphrodita acuminata Ehlers, 1887
4. Aphrodita alta Kinberg, 1856
5. Aphrodita aphroditoides (McIntosh, 1885)
6. Aphrodita armifera Moore, 1910
7. Aphrodita australis Baird, 1865
8. Aphrodita bamarookis Hutchings & McRae, 1993
9. Aphrodita bisetosa Rozbaczylo & Canahuire, 2000
10. Aphrodita brevitentaculata Essenberg, 1917
11. Aphrodita daiyumaruae Imajima, 2005
12. Aphrodita decipiens (Horst, 1916)
13. Aphrodita defendens Chamberlin, 1919
14. Aphrodita diplops Fauchald, 1977
15. Aphrodita falcifera Hartman, 1939
16. Aphrodita floresiana (Horst, 1916)
17. Aphrodita goolmarris Hutchings & McRae, 1993
18. Aphrodita hastata Moore, 1905
19. Aphrodita japonica Marenzeller, 1879
20. Aphrodita kulmaris Hutchings & McRae, 1993
21. Aphrodita limosa (Horst, 1916)
22. Aphrodita longicornis Kinberg, 1856
23. Aphrodita longipalpa Essenberg, 1917
24. Aphrodita macroculata Imajima, 2001
25. Aphrodita magellanica Malard, 1891
26. Aphrodita malayana (Horst, 1916)
27. Aphrodita malkaris Hutchings & McRae, 1993
28. Aphrodita maorica Benham, 1900
29. Aphrodita marombis Hutchings & McRae, 1993
30. Aphrodita mexicana Kudenov, 1975
31. Aphrodita negligens Moore, 1905
32. Aphrodita nipponensis Imajima, 2003
33. Aphrodita obtecta Ehlers, 1887
34. Aphrodita parva Moore, 1905
35. Aphrodita perarmata Roule, 1898
36. Aphrodita refulgida Moore, 1910
37. Aphrodita rossi Knox & Cameron, 1998
38. Aphrodita sibogae (Horst, 1916)
39. Aphrodita sondaica Grube, 1875
40. Aphrodita sonorae Kudenov, 1975
41. Aphrodita talpa Quatrefages, 1866
42. Aphrodita terraereginae Haswell, 1883
43. Aphrodita tosaensis Imajima, 2001
44. Aphrodita watasei Izuka, 1912